# وايلد أرمز إكس إف
وايلد أرمز إكس إف، هي اللعبة الفرعية لسلسلة وايلد أرمز، وهي من تطوير ميديا فيجن، ونشرها شركة سوني كمبيوتر إنترتنمنت، صدرت اللعبة في الأسواق سنة 2007، وتعمل حصراً لمنصة بلاي ستيشن بورتبل المحمولة.